# 谷汲村立横蔵小学校
谷汲村立横蔵小学校 （たにぐみそんりつ　よこくらしょうがっこう）は、かつて岐阜県揖斐郡谷汲村（現・揖斐川町谷汲地区）に存在した公立小学校。

## 概要
- 揖斐郡谷汲村横蔵地区（旧・揖斐郡横蔵村）の小学校であった。
- 廃校後、校舎は民間の会社と賃貸借契約が結ばれ（後の2023年に無償譲渡）、2003年8月から民間の研修・宿泊施設「ラーニングアーバー横蔵・樹庵」となっている[1]。

## 沿革
- 1873年（明治6年） - 止信義校が開校。校区は神原村、有鳥村、木曽屋村。
- 1884年（明治17年） - 神木小学校に改称する。
- 1889年（明治22年） - 
  - 神原村、有鳥村、木曽屋村が合併し、横蔵村が発足。
  - 横蔵簡易科小学校に改称する。
- 1891年（明治24年） - 横蔵尋常小学校に改称する。
- 1918年（大正7年） - 農業補習学校を併設する。
- 1921年（大正10年） - 横蔵尋常高等小学校に改称する。
- 1941年（昭和16年）4月1日 - 横蔵国民学校に改称。
- 1947年（昭和22年）4月1日 - 横蔵村立横蔵小学校に改称。
- 1960年（昭和35年）1月1日 - 横蔵村が谷汲村に編入される。同時に谷汲村立横蔵小学校に改称する。
- 2003年（平成15年）3月 - 谷汲小学校に統合され、廃校。